# Toucari Ravine
Der Toucari Ravine ist ein kleiner Bach an der Westküste von Dominica. Er verläuft im Parish St. John. Er ist einer von vier kleinen Bächen, die in der Toucari Bay ins Karibische Meer münden.

## Geographie
Der Toucari Ravine ist der südlichste der Bäche im Tal der Toucari Bay. Er entspringt im Ortsgebiet von Savanne Paile (Tanetane, ⊙) und verläuft nördlich des Morne a Louis und mündet bereits nach wenigen hundert Metern in die Toucari Bay. Nördlich verläuft der etwas größere Toucari River.